# Julien Devos
Pour les articles homonymes, voir Devos.
Julien Devos, né le 9 novembre 1845 à Bailleul et mort le 21 septembre 1925 à Vernon, est un peintre français.

## Biographie
Julien Benoit Louis Henri Devos est le fils de Pierre Benoit Alexandre Devos et de Catherine Cécile Rosalie Lescornez.
Élève d'Alphonse Colas et d'Alexandre Cabanel, il expose au Salon de 1870 à 1877.
En 1871, il épouse Anna Célestine Sylvie Clémentine Hérouard.
Professeur de dessin et adjoint au maire, il meurt à son domicile à l'âge de 79 ans à Vernon.

## Œuvres exposées aux Salons

### Salon de peinture et de sculpture
- 1870 : Une école de village
- 1874 : « Vit-elle encore ? »[6]
- 1877 : Eudore au tombeau d'Ovide

### Salon des refusés
- 1873 : Un miracle de saint Adjutor, patron de Vernon

## Œuvres dans les collections publiques
- Vernon :
  - Collégiale Notre-Dame, ancienne chapelle baptismale : Un miracle de saint Adjutor, patron de Vernon, huile sur toile, vers 1873, restaurée en 2023-2024[7],[8],[9].
  - Musée Blanche Hoschedé-Monet :
    - Eudore au tombeau d'Ovide, huile sur toile, 170 × 135 cm, 1877[10] ;
    - Portrait d'André Bourdet, huile sur toile, 92,5 × 74 cm, 1877[11] ;
    - Ruines du pont de Vernon, huile sur toile, 49 × 61,5 cm, 1894[12].

## Distinctions
- Officier d'académie (1884)[13]
- Officier de l'Instruction publique (1892)[14]
- Médaille de la Reconnaissance française[15]
- Médaille de l'ordre de Léopold[15]

## Postérité
Un boulevard de Vernon porte son nom depuis le 20 décembre 1927,.

## Galerie

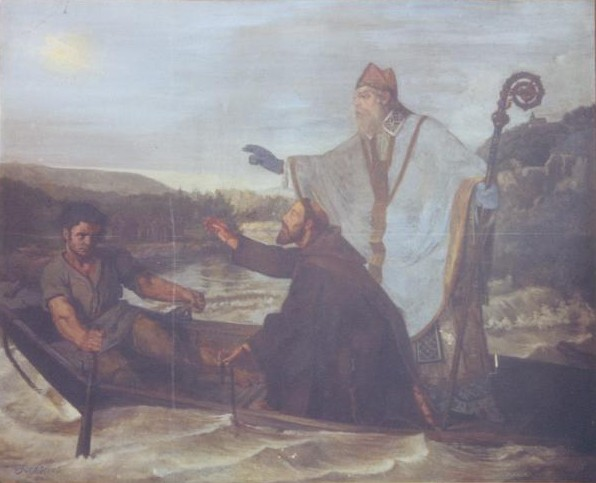
Un miracle de saint Adjutor, patron de Vernon, c. 1873, Collégiale Notre-Dame de Vernon.
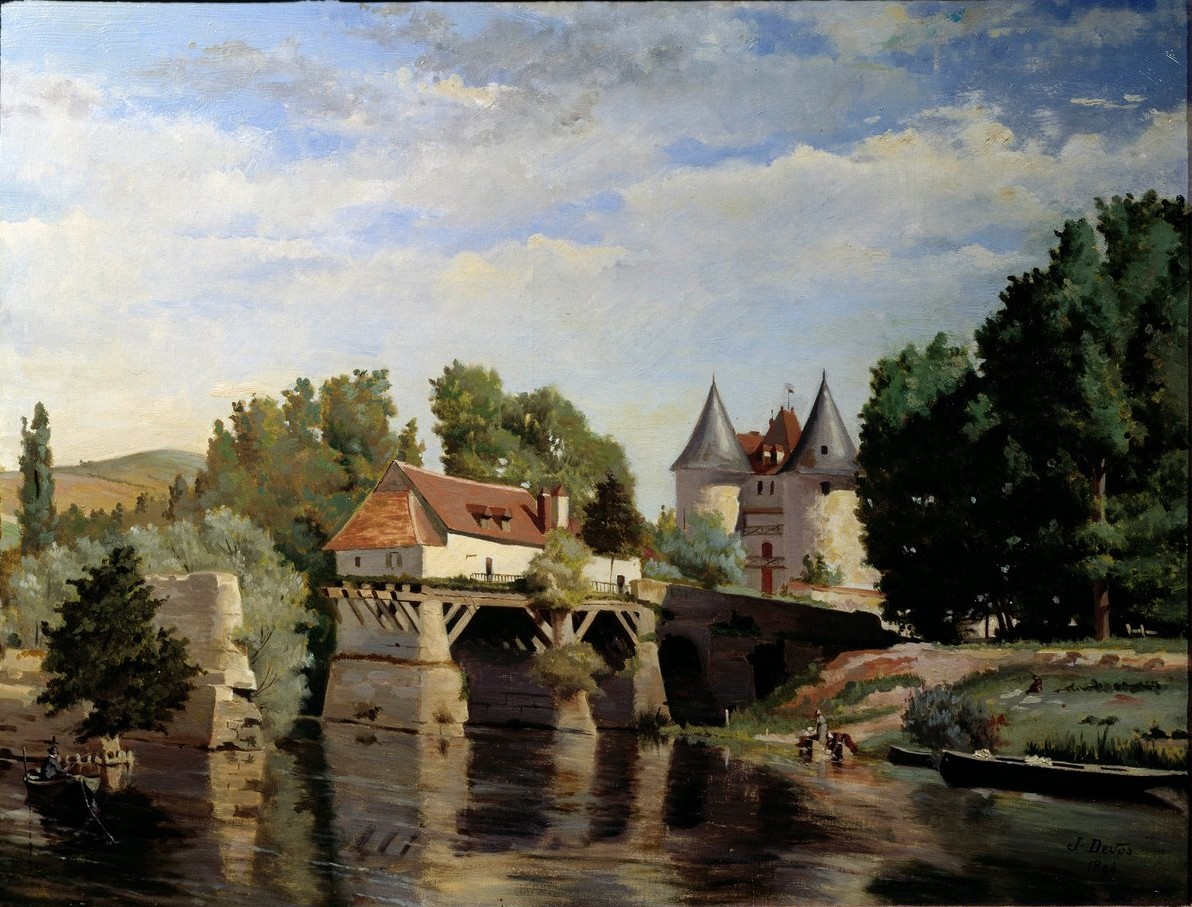
Les ruines du pont de Vernon, 1894, Musée Blanche Hoschedé-Monet.